# 朝日大橋 (新潟県)
朝日大橋（あさひおおはし）は、新潟県燕市の中ノ口川に架かる国道289号の道路橋梁。
国道289号「燕北バイパス」の区間として建設が進められ、2019年（平成31年）3月16日に開通した。

## 概要
国道289号の燕市東太田から井土巻までの区間は、三条市と燕市中心部を結ぶ通過交通と市街地に流入する交通の混在によって、慢性的な渋滞区間となっていた。その通過交通を分散し渋滞を緩和することや通学路の安全性を確保すること、および、北陸自動車道三条燕インターチェンジと燕三条駅のアクセスの強化のために、1997年（平成9年）に着工され、2019年（平成31年）3月16日に開通した。
開通時点では暫定2車線であり、将来は4車線化が予定されている。計画交通量は1日10,700台、全体事業費は約102億円である。